# Bán đảo Yucatán
Bán đảo Yucatán (tiếng Tây Ban Nha: Península de Yucatán), nằm tại đông nam México, tách biệt biển Caribe với vịnh México, bờ biển phía bắc của bán đảo nằm bên eo biển Yucatán. Bán đảo nhằm ở phía đông của eo đất Tehuantepec, một phân vùng địa lý chia tách Trung Mỹ với phần còn lại của đại lục Bắc Mỹ.
Bán đảo bao gồm lãnh thổ các bang Yucatán, Campeche, và Quintana Roo của México; phần phía bắc của đất nước Belize; và phần phía bắc tỉnh Petén của đất nước Guatemala.

## Từ nguyên
Nguồn gốc của từ Yucatán là vấn đề được tranh cãi rộng rãi. Hernan Cortes, trong lá thư đầu tiên gửi cho Karl V của Thánh chế La Mã, đã tuyên bố rằng tên gọi Yucatán bắt nguồn từ một sự hiểu lầm. Theo đó, những nhà thám hiểm Tây Ban Nha đầu tiên đã hỏi về tên gọi của vùng này và họ nhận được phản hồi là "Yucatan," một từ tiếng Maya Yucatán có nghĩa là "Tôi không hiểu bạn nói gì."  Những người khác thì cho rằng tên gọi bắt nguồn từ Yokatlān trong tiếng Nahuatl (Aztec), có nghĩa là "nơi giàu có."

## Dân cư
Bán đảo Yucatán bao gồm một phần đáng kể vùng đất thấp Maya cổ đại (mặc dù văn minh Maya mở rộng ở phía nam của bán đảo Yucatán, tại những vùng đất mà nay là Guatemala và tiến đến Honduras và cao nguyên Chiapas). Có nhiều di chỉ khảo cổ Maya trên khắp bán đảo; một số di chỉ được biết đến nhiều là Chichen Itza, Tulum và Uxmal. Người Maya bản địa và người Mestizo có một phần nguồn gốc Maya chiếm một phần khá lớn trong nhân khẩu của bán đảo, và ngữ hệ Maya được sử dụng rộng rãi tại đây. Chiến tranh đẳng cấp năm 1847 đã nổ ra khi người Maya bản địa nổi dậy chống lại tổ chức xã hội do người Tây Ban Nha áp đặt. Sau chiến tranh, người Maya kiểm soát phần đông nam của bán đảo còn người gốc Tây Ban Nha thì kiểm soát phần còn lại.

## Kinh tế
Cho đến đầu thời kỳ hiện đại, hoạt động kinh tế tại bán đảo Yucatán phần lớn là chăn nuôi gia súc, khai thác gỗ, Manilkara chicle (một loài thuộc họ Hồng xiêm để làm kẹo cao su) và cây thùa sợi. Từ thập niên 1970 (thị trường thùa sợi và kẹo cao su tự nhiên đã sụp đổ do sự ra đời của các sản phẩm tổng hợp thay thế), bán đảo Yucatán đã định hướng lại nền kinh tế theo hướng phát triển du lịch, đặc biệt là tại bang Quintana Roo của México. Từng là một làng đánh cá nhỏ, Cancún ở phía đông bắc của bán đảo nay đã phát triển thành một thành phố thịnh vượng. Riviera Maya, trải dài dọc theo bờ biển phía đông của bán đảo giữa Cancún và Tulum, có đến 50.000 giường nghỉ và được hàng triệu du khách viếng thăm mỗi năm. Các địa điểm được biết đến nhiều là thị trấn đánh cá cũ Playa del Carmen, các công viên sinh thái Xcaret và Xel-Há và các di chỉ Maya Tulum và Coba.

## Địa chất

Chichen Itza 3 tại bán đảo Yucatan

Bản đảo là phần nhô lên của nền Yucatán lớn hơn, tất cả đều gồm có đá cacbonat và đá hòa tan, chủ yếu là đá vôi song dolomit và evaporit cũng hiện diện ở các độ sâu khác nhau. Toàn bộ bán đảo Yucatán là một vùng cảnh quan karst bằng phẳng không bị giới hạn. Các hố đất sụt, được gọi là cenote, khá phổ biến tại các vùng đất thấp phía bắc.
Theo giả thuyết Alvarez, các loài khủng long đã tuyệt chủng hàng loạt trong quá trình chuyển đổi từ kỷ Phấn trắng sang kỷ Cổ Cận, được gọi là ranh giới kỷ Phấn trắng-kỷ Cổ Cận (ranh giới K–T), 65 triệu năm trước đây và nguyên nhân là do đã có một tiểu hành tinh va chạm với một nơi nào đó tại bồn Caribe lớn. Hố Chicxulub nằm ở ngoài khơi bờ biển phía bắc của bán đảo gần thị trấn Chicxulub.

## Tài nguyên nước
Do toàn bộ bán đảo có cảnh quan karst, nửa phía bắc của nó không có các con sông. Tại những nơi có hồ và đầm lầy, nước đục và không thể uống được. Do có vị trí ven biển, nằm dưới toàn bộ bán đảo là một tầng ngậm nước ven biển phân tầng dày đặc tiếp giáp kéo dài, nước sạch được tạo thành từ tầng nước nổi lên trên lớp nước mặn xâm nhập từ mép bờ biển. Hàng nghìn hồ được gọi là cenote trên khắp khu vực đã cho phép tiếp cận nguồn nước ngầm. Các cenote từ lâu đã được người Maya cổ đại và đương đại sử dụng.

## Thực vật
Các khu rừng nhiệt đới ngắn và cao là kiểm thảm thực vật tự nhiên chiếm ưu thế tại bán đảo Yucatán. Biên giới giữa phía bắc Guatemala (tỉnh Petén), México (Campeche và Quintana Roo), và phía tây Belize vẫn được bao phủ bởi những vùng rừng nhiệt đới Trung Mỹ kéo dài liên tục. Tuy nhiên, chúng đang bị tàn phá trên phạm vi rộng.

## Khí hậu
Giống như phần lớn vùng Caribe, bán đảo Yucatán nằm trong vành đai bão Đại Tây Dương, và với địa hình gần như bằng phẳng thì bán đảo sẽ dễ bị tổn hại từ những cơn bão đến từ phía đông. Mùa bão Đại Tây Dương năm 2005 với năm cơn bão mạnh ập vào đã khiến cho ngành du lịch México chịu ảnh hưởng nặng nề. Các cơn bão mạnh được gọi là nortes có thể đổ bộ vào bán đảo Yucatán tại bất kỳ thời điểm nào trong năm. Mặc dù các cơn bão đổ bộ sẽ mang đến mưa lớn và gió mạnh song chúng đều chỉ diễn ra trong thời gian ngắn. Tỉ lệ trung bình ngày có mưa dao động từ 7% vào tháng 4 đến 25% vào tháng 10. Gió biển sẽ đem đến sự mát mẻ, độ ẩm thường cao, đặc biệt là tại các khu rừng nhiệt đới còn lại.